# WTA Тур 2000
WTA Тур 2000 (англ. 2000 Women's Tennis Association Tour) — элитный тур теннисистов-профессионалов, организованный Женской теннисной ассоциацией (WTA). В 2000 году календарь проводился 28-й раз и включал:
- 4 турнира Большого шлема (проводится Международной федерацией тенниса);
- Финал мирового тура в Нью-Йорке, США;
- 9 турниров 1-й категории;
- 16 турниров 2-й категории;
- 13 турниров 3-й категории;
- 14 турниров 4-й категории;
- Кубок Федерации;
- Летние Олимпийские игры.

## Расписание WTA Тура 2000 года
Ниже представлено полное расписание соревнований WTA Тура 2000 года, со списком победителей и финалистов для одиночных и парных соревнований.
| Турнир Большого шлема |
| Турниры WTA           |

### Январь
| Неделя    | Турнир | Чемпионки (Счёт финала)                  | Финалистки                          |
| --------- | --- | ---------------------------------------- | ----------------------------------- |
| 3 января  | Thalgo Australian Women’s Hardcourts Голд-Кост, Австралия 3-я категория $170,000 — Хард Турнир 2000                                            | Сильвия Талая 6-0, 0-6, 6-4              | Кончита Мартинес                    |
| 3 января  | Thalgo Australian Women’s Hardcourts Голд-Кост, Австралия 3-я категория $170,000 — Хард Турнир 2000                                            | Жюли Алар-Декюжи Анна Курникова 6-3, 6-0 | Сабин Аппельманс Рита Гранде        |
| 3 января  | ASB Bank Classic Окленд, Новая Зеландия 4-я категория $110,000 — Хард Турнир 2000                                                              | Анна Кремер 6-4, 6-4                     | Кара Блэк                           |
| 3 января  | ASB Bank Classic Окленд, Новая Зеландия 4-я категория $110,000 — Хард Турнир 2000                                                              | Кара Блэк Александра Фусаи 3-6, 6-3, 6-4 | Патриция Вартуш Барбара Шварц       |
| 10 января | Adidas International Сидней, Австралия 2-я категория $460,000 — Хард Турнир 2000                                                               | Амели Моресмо 7-6(2), 6-4                | Линдсей Дэвенпорт                   |
| 10 января | Adidas International Сидней, Австралия 2-я категория $460,000 — Хард Турнир 2000                                                               | Жюли Алар-Декюжи Ай Сугияма 6-0, 6-3     | Мэри Пирс Мартина Хингис            |
| 10 января | ANZ Tasmanian International Хобарт, Австралия 4-я категория $110,000 — Хард Турнир 2000                                                        | Ким Клейстерс 2-6, 6-2, 6-2              | Чанда Рубин                         |
| 10 января | ANZ Tasmanian International Хобарт, Австралия 4-я категория $110,000 — Хард Турнир 2000                                                        | Рита Гранде Эмили Луа 6-2, 2-6, 6-3      | Ким Клейстерс Алисия Молик          |
| 17 января | Открытый чемпионат Австралии Мельбурн, Австралия Турнир Большого шлема $3,156,711 — Хард Одиночный турнир — Парный турнир Турнир смешанных пар | Линдсей Дэвенпорт 6-1, 7-5               | Мартина Хингис                      |
| 17 января | Открытый чемпионат Австралии Мельбурн, Австралия Турнир Большого шлема $3,156,711 — Хард Одиночный турнир — Парный турнир Турнир смешанных пар | Лиза Реймонд Ренне Стаббс 6-4, 5-7, 6-4  | Мэри Пирс Мартина Хингис            |
| 17 января | Открытый чемпионат Австралии Мельбурн, Австралия Турнир Большого шлема $3,156,711 — Хард Одиночный турнир — Парный турнир Турнир смешанных пар | Джаред Палмер Ренне Стаббс 7-5, 7-6(3)   | Тодд Вудбридж Аранча Санчес Викарио |
| 31 января | Toray Pan Pacific Open Токио, Япония 1-я категория $1,080,000 — Ковёр (зал) Одиночный турнир — Парный турнир                                   | Мартина Хингис 6-3, 7-5                  | Сандрин Тестю                       |
| 31 января | Toray Pan Pacific Open Токио, Япония 1-я категория $1,080,000 — Ковёр (зал) Одиночный турнир — Парный турнир                                   | Мэри Пирс Мартина Хингис 6-4, 6-1        | Сандрин Тестю Александра Фусаи      |

### Февраль
| Неделя     | Турнир                                                                                      | Чемпионки (Счёт финала)                                                  | Финалистки                                                   |                                                              |
| ---------- | ------------------------------------------------------------------------------------------- | ------------------------------------------------------------------------ | ------------------------------------------------------------ | ------------------------------------------------------------ |
| 7 февраля  | Copa Colsanitas Богота, Колумбия 4-я категория $140,000 — Грунт Турнир 2000                 | Патриция Вартуш 4-6, 6-1, 6-4                                            | Татьяна Гарбин                                               |                                                              |
| 7 февраля  | Copa Colsanitas Богота, Колумбия 4-я категория $140,000 — Грунт Турнир 2000                 | Лаура Монтальво Паола Суарес 6-4, 6-2                                    | Рита Кути-Киш Петра Мандула                                  |                                                              |
| 7 февраля  | Open Gaz de France Париж, Франция 2-я категория $535,000 — Ковёр (зал) Турнир 2000          | Натали Тозья 7-5, 6-2                                                    | Серена Уильямс                                               |                                                              |
| 7 февраля  | Open Gaz de France Париж, Франция 2-я категория $535,000 — Ковёр (зал) Турнир 2000          | Жюли Алар-Декюжи Сандрин Тестю 3-6, 6-3, 6-4                             | Оса Карлссон Эмили Луа                                       |                                                              |
| 14 февраля | Faber Grand Prix Ганновер, Германия 2-я категория $535,000 — Хард (зал) Турнир 2000         | Серена Уильямс 6-1, 6-1                                                  | Дениса Хладкова                                              |                                                              |
| 14 февраля | Faber Grand Prix Ганновер, Германия 2-я категория $535,000 — Хард (зал) Турнир 2000         | Наталья Зверева Оса Карлссон 6-3, 6-4                                    | Карина Габшудова Сильвия Фарина-Элия                         |                                                              |
| 14 февраля | Открытый чемпионат Бразилии Сан-Паулу, Бразилия 4-я категория $140,000 — Грунт Турнир 2000  | Рита Кути-Киш 4-6, 6-4, 7-5                                              | Паола Суарес                                                 |                                                              |
| 14 февраля | Открытый чемпионат Бразилии Сан-Паулу, Бразилия 4-я категория $140,000 — Грунт Турнир 2000  | Лаура Монтальво Паола Суарес 5-7, 6-4, 6-3                               | Жанетта Гусарова Флоренсия Лабат                             |                                                              |
| 21 февраля | IGA Superthrift Classic Оклахома-Сити, США 3-я категория $170,000 — Хард (зал) Турнир 2000  | Моника Селеш 6-1, 7-6(3)                                                 | Натали Деши                                                  |                                                              |
| 21 февраля | IGA Superthrift Classic Оклахома-Сити, США 3-я категория $170,000 — Хард (зал) Турнир 2000  | Корина Морариу Кимберли По 6-4, 4-6, 6-2                                 | Тамарин Танасугарн Елена Татаркова                           |                                                              |
| 28 февраля | State Farm Women's Tennis Classic Скоттсдейл, США 2-я категория $535,000 — Хард Турнир 2000 | Линдсей Дэвенпорт / Мартина Хингис финал отменён из-за дождя             | Линдсей Дэвенпорт / Мартина Хингис финал отменён из-за дождя | Линдсей Дэвенпорт / Мартина Хингис финал отменён из-за дождя |
| 28 февраля | State Farm Women's Tennis Classic Скоттсдейл, США 2-я категория $535,000 — Хард Турнир 2000 | Кара Блэк / Ирина Селютина финал и второй полуфинал отменёны из-за дождя |                                                              |                                                              |

### Март
| Неделя   | Турнир                                                                                                  | Чемпионки (Счёт финала)                   | Финалистки                     |
| -------- | --- | ----------------------------------------- | ------------------------------ |
| 6 марта  | Indian Wells Masters Индиан-Уэллс, США 1-я категория $2,000,000 — Хард Одиночный турнир — Парный турнир | Линдсей Дэвенпорт 4-6, 6-4, 6-0           | Мартина Хингис                 |
| 6 марта  | Indian Wells Masters Индиан-Уэллс, США 1-я категория $2,000,000 — Хард Одиночный турнир — Парный турнир | Линдсей Дэвенпорт Корина Морариу 6-2, 6-3 | Наталья Зверева Анна Курникова |
| 20 марта | Ericsson Open Майами, США 1-я категория $2,525,000 — Хард Одиночный турнир — Парный турнир              | Мартина Хингис 6-3, 6-2                   | Линдсей Дэвенпорт              |
| 20 марта | Ericsson Open Майами, США 1-я категория $2,525,000 — Хард Одиночный турнир — Парный турнир              | Жюли Алар-Декюжи Ай Сугияма 4-6, 7-5, 6-4 | Николь Арендт Манон Боллеграф  |

### Апрель
| Неделя    | Турнир | Чемпионки (Счёт финала)                            | Финалистки |
| --------- | --- | -------------------------------------------------- | --- |
| 10 апреля | Bausch & Lomb Championships Амелия-Айленд, США 2-я категория $535,000 — Грунт Турнир 2000                              | Моника Селеш 6-3, 6-2                              | Кончита Мартинес |
| 10 апреля | Bausch & Lomb Championships Амелия-Айленд, США 2-я категория $535,000 — Грунт Турнир 2000                              | Парные полуфиналы отменёны из-за дождя             | |
| 10 апреля | Открытый чемпионат Эшторила Оэйраш, Португалия 4-я категория $140,000 — Грунт Турнир 2000                              | Анке Хубер 6-2, 1-6, 7-5                           | Натали Деши |
| 10 апреля | Открытый чемпионат Эшторила Оэйраш, Португалия 4-я категория $140,000 — Грунт Турнир 2000                              | Тина Крижан Катарина Среботник 6-0, 7-6(9)         | Кристина Торренс Валеро Аманда Хопманс |
| 17 апреля | Открытый чемпионат Будапешта Будапешт, Венгрия 4-я категория $140,000 — Грунт Турнир 2000                              | Татьяна Гарбин 6-2, 7-6(4)                         | Кристи Богерт |
| 17 апреля | Открытый чемпионат Будапешта Будапешт, Венгрия 4-я категория $140,000 — Грунт Турнир 2000                              | Любомира Бачева Кристина Торренс Валеро 6-0, 6-2   | Елена Костанич-Тошич Сандра Начук |
| 17 апреля | Family Circle Cup Хилтон-Хед-Айленд, США 1-я категория $1,080,000 — Грунт Одиночный турнир — Парный турнир             | Мэри Пирс 6-1, 6-0                                 | Аранча Санчес Викарио |
| 17 апреля | Family Circle Cup Хилтон-Хед-Айленд, США 1-я категория $1,080,000 — Грунт Одиночный турнир — Парный турнир             | Вирхиния Руано Паскуаль Паола Суарес 7-5, 6-3      | Кончита Мартинес Патрисия Тарабини |
| 24 апреля | Кубок Федерации 2000. Групповой раунд Бари, Италия, Грунт Братислава, Словакия, Хард (зал) Москва, Россия, Ковёр (зал) | Победители групп Испания 3-0 Чехия 3-0 Бельгия 3-0 | Проигравшие (2-4 места) Германия 2-1; Италия 1-2; Хорватия 0-3 Швейцария 2-1; Австрия 1-2; Словакия 0-3 Франция 2-1; Россия 1-2; Австралия 0-3 |

### Май
| Неделя | Турнир | Чемпионки (Счёт финала)                                 | Финалистки                            |
| ------ | --- | ------------------------------------------------------- | ------------------------------------- |
| 1 мая  | Открытый чемпионат Хорватии Бол, Хорватия 3-я категория $170,000 — Грунт Турнир 2000                                                     | Тина Писник 7-6(4), 7-6(2)                              | Амели Моресмо                         |
| 1 мая  | Открытый чемпионат Хорватии Бол, Хорватия 3-я категория $170,000 — Грунт Турнир 2000                                                     | Жюли Алар-Декюжи Корина Морариу 6-2, 6-2                | Тина Крижан Катарина Среботник        |
| 1 мая  | Открытый чемпионат Гамбурга Гамбург, Германия 2-я категория $535,000 — Грунт Турнир 2000                                                 | Мартина Хингис 6-3, 6-3                                 | Аранча Санчес Викарио                 |
| 1 мая  | Открытый чемпионат Гамбурга Гамбург, Германия 2-я категория $535,000 — Грунт Турнир 2000                                                 | Наталья Зверева Анна Курникова 6-7(5), 6-2, 6-4         | Николь Арендт Манон Боллеграф         |
| 8 мая  | Открытый чемпионат Германии Берлин, Германия 1-я категория $1,080,000 — Грунт Одиночный турнир — Парный турнир                           | Кончита Мартинес 6-1, 6-2                               | Аманда Кётцер                         |
| 8 мая  | Открытый чемпионат Германии Берлин, Германия 1-я категория $1,080,000 — Грунт Одиночный турнир — Парный турнир                           | Кончита Мартинес Аранча Санчес Викарио 3-6, 6-2, 7-6(7) | Аманда Кётцер Корина Морариу          |
| 8 мая  | Кубок Варшавы Варшава, Польша 4-я категория $110,000 — Грунт Турнир 2000                                                                 | Генриета Надьова 2-6, 6-4, 7-5                          | Аманда Хопманс                        |
| 8 мая  | Кубок Варшавы Варшава, Польша 4-я категория $110,000 — Грунт Турнир 2000                                                                 | Татьяна Гарбин Жанетта Гусарова 6-3, 6-1                | Анна Запорожанова Ирода Туляганова    |
| 15 мая | Открытый чемпионат Бенилюкса Антверпен, Бельгия 4-я категория $140,000 — Грунт Турнир 2000                                               | Аманда Кётцер 4-6, 6-2, 6-3                             | Кристина Торренс Валеро               |
| 15 мая | Открытый чемпионат Бенилюкса Антверпен, Бельгия 4-я категория $140,000 — Грунт Турнир 2000                                               | Сабин Аппельманс Ким Клейстерс 6-1, 6-1                 | Петра Рампре Дженнифер Хопкинс        |
| 15 мая | Открытый чемпионат Италии Рим, Италия 1-я категория $1,080,000 — Грунт Одиночный турнир — Парный турнир                                  | Моника Селеш 6-2, 7-6(4)                                | Амели Моресмо                         |
| 15 мая | Открытый чемпионат Италии Рим, Италия 1-я категория $1,080,000 — Грунт Одиночный турнир — Парный турнир                                  | Лиза Реймонд Ренне Стаббс 6-3, 4-6, 6-3                 | Аранча Санчес Викарио Маги Серна      |
| 22 мая | Открытый чемпионат Испании Мадрид, Испания 3-я категория $170,000 — Грунт Турнир 2000                                                    | Гала Леон Гарсия 4-6, 6-2, 6-2                          | Фабиола Сулуага                       |
| 22 мая | Открытый чемпионат Испании Мадрид, Испания 3-я категория $170,000 — Грунт Турнир 2000                                                    | Лиза Реймонд Ренне Стаббс 6-1, 6-3                      | Гала Леон Гарсия Мария Санчес Лоренсо |
| 22 мая | Международный теннисный турнир в Страсбурге Страсбург, Франция 3-я категория $170,000 — Грунт Турнир 2000                                | Сильвия Талая 7-5, 4-6, 6-3                             | Рита Кути-Киш                         |
| 22 мая | Международный теннисный турнир в Страсбурге Страсбург, Франция 3-я категория $170,000 — Грунт Турнир 2000                                | Соня Джейясилан Флоренсия Лабат 6-4, 6-3                | Мария Венто Кабчи Ким Грант           |
| 28 мая | Открытый чемпионат Франции Париж, Франция Турнир Большого шлема $4,141,085 — Грунт Одиночный турнир — Парный турнир Турнир смешанных пар | Мэри Пирс 6-2, 7-5                                      | Кончита Мартинес                      |
| 28 мая | Открытый чемпионат Франции Париж, Франция Турнир Большого шлема $4,141,085 — Грунт Одиночный турнир — Парный турнир Турнир смешанных пар | Мэри Пирс Мартина Хингис 6-2, 6-4                       | Вирхиния Руано Паскуаль Паола Суарес  |
| 28 мая | Открытый чемпионат Франции Париж, Франция Турнир Большого шлема $4,141,085 — Грунт Одиночный турнир — Парный турнир Турнир смешанных пар | Дэвид Адамс Мариан де Свардт 6-3, 3-6, 6-3              | Тодд Вудбридж Ренне Стаббс            |

### Июнь
| Неделя  | Турнир | Чемпионки (Счёт финала)                        | Финалистки                         |
| ------- | --- | ---------------------------------------------- | ---------------------------------- |
| 12 июня | DFS Classic Бирмингем, Великобритания 3-я категория $170,000 — Трава Турнир 2000                                                            | Лиза Реймонд 6-2, 6-7(7), 6-4                  | Тамарин Танасугарн                 |
| 12 июня | DFS Classic Бирмингем, Великобритания 3-я категория $170,000 — Трава Турнир 2000                                                            | Рэйчел Маккуиллан Лиза Макши 6-3, 7-6(5)       | Кара Блэк Ирина Селютина           |
| 12 июня | Открытый чемпионат Ташкента Ташкент, Узбекистан 4-я категория $140,000 — Хард Турнир 2000                                                   | Ирода Туляганова 6-3, 2-6, 6-3                 | Франческа Скьявоне                 |
| 12 июня | Открытый чемпионат Ташкента Ташкент, Узбекистан 4-я категория $140,000 — Хард Турнир 2000                                                   | Ли На Ли Тин 3-6, 6-2, 6-4                     | Анна Запорожанова Ирода Туляганова |
| 19 июня | Direct Line International Championships Истборн, Великобритания 2-я категория $535,000 — Трава Турнир 2000                                  | Жюли Алар-Декюжи 7-6(4), 6-4                   | Доминик ван Рост                   |
| 19 июня | Direct Line International Championships Истборн, Великобритания 2-я категория $535,000 — Трава Турнир 2000                                  | Ай Сугияма Натали Тозья 2-6, 6-3, 7-6(3)       | Лиза Реймонд Ренне Стаббс          |
| 19 июня | Чемпионат Росмалена Хертогенбос, Нидерланды 3-я категория $170,000 — Трава Турнир 2000                                                      | Мартина Хингис 6-2, 3-0 — отказ                | Руксандра Драгомир                 |
| 19 июня | Чемпионат Росмалена Хертогенбос, Нидерланды 3-я категория $170,000 — Трава Турнир 2000                                                      | Эрика де Лоун Николь Пратт 7-6(4), 4-3 — отказ | Кэтрин Барклей Карина Габшудова    |
| 26 июня | Уимблдонский турнир Уимблдон, Великобритания Турнир Большого шлема $5,235,332 — Трава Одиночный турнир — Парный турнир Турнир смешанных пар | Винус Уильямс 6-3, 7-6(3)                      | Линдсей Дэвенпорт                  |
| 26 июня | Уимблдонский турнир Уимблдон, Великобритания Турнир Большого шлема $5,235,332 — Трава Одиночный турнир — Парный турнир Турнир смешанных пар | Винус Уильямс Серена Уильямс 6-3, 6-2          | Жюли Алар-Декюжи Ай Сугияма        |
| 26 июня | Уимблдонский турнир Уимблдон, Великобритания Турнир Большого шлема $5,235,332 — Трава Одиночный турнир — Парный турнир Турнир смешанных пар | Дональд Джонсон Кимберли По 6-4, 7-6(3)        | Ллейтон Хьюитт Ким Клейстерс       |

### Июль
| Неделя  | Турнир                                                                                              | Чемпионки (Счёт финала)                          | Финалистки                                 |
| ------- | --------------------------------------------------------------------------------------------------- | ------------------------------------------------ | ------------------------------------------ |
| 10 июля | Открытый чемпионат Австрии Клагенфурт, Австрия 3-я категория $170,000 — Грунт Турнир 2000           | Барбара Шетт 5-7, 6-4, 6-4                       | Патти Шнидер                               |
| 10 июля | Открытый чемпионат Австрии Клагенфурт, Австрия 3-я категория $170,000 — Грунт Турнир 2000           | Лаура Монтальво Паола Суарес 7-6(5), 6-1         | Барбара Шетт Патти Шнидер                  |
| 10 июля | Международный теннисный турнир в Палермо Палермо, Италия 4-я категория $140,000 — Грунт Турнир 2000 | Генриета Надьова 6-3, 7-5                        | Павлина Нола                               |
| 10 июля | Международный теннисный турнир в Палермо Палермо, Италия 4-я категория $140,000 — Грунт Турнир 2000 | Рита Гранде Сильвия Фарина-Элия 6-4, 0-6, 7-6(6) | Руксандра Драгомир Вирхиния Руано Паскуаль |
| 17 июля | Sanex Trophy Кнокке-Хейст, Бельгия 4-я категория $110,000 — Грунт Турнир 2000                       | Анна Смашнова 6-2, 7-5                           | Доминик ван Рост                           |
| 17 июля | Sanex Trophy Кнокке-Хейст, Бельгия 4-я категория $110,000 — Грунт Турнир 2000                       | Джулия Казони Ирода Туляганова 2-6, 6-4, 6-4     | Кэтрин Барклей Ева Дюрберг                 |
| 17 июля | Idea Prokom Open Сопот, Польша 3-я категория $170,000 — Грунт Турнир 2000                           | Анке Хубер 7-6(4), 6-3                           | Гала Леон Гарсия                           |
| 17 июля | Idea Prokom Open Сопот, Польша 3-я категория $170,000 — Грунт Турнир 2000                           | Вирхиния Руано Паскуаль Паола Суарес 7-5, 6-1    | Рита Гранде Оса Карлссон                   |
| 24 июля | Bank of the West Classic Станфорд, США 2-я категория $535,000 — Хард Турнир 2000                    | Винус Уильямс 6-1, 6-4                           | Линдсей Дэвенпорт                          |
| 24 июля | Bank of the West Classic Станфорд, США 2-я категория $535,000 — Хард Турнир 2000                    | Чанда Рубин Сандрин Тестю 6-4, 6-4               | Кара Блэк Эми Фразьер                      |
| 31 июля | Acura Classic Сан-Диего, США 2-я категория $535,000 — Хард Турнир 2000                              | Винус Уильямс 6-0, 6-7(3), 6-3                   | Моника Селеш                               |
| 31 июля | Acura Classic Сан-Диего, США 2-я категория $535,000 — Хард Турнир 2000                              | Лиза Реймонд Ренне Стаббс 4-6, 6-3, 7-6(6)       | Линдсей Дэвенпорт Анна Курникова           |

### Август
| Неделя     | Турнир | Чемпионки (Счёт финала)                      | Финалистки                           |
| ---------- | --- | -------------------------------------------- | ------------------------------------ |
| 7 августа  | Estyle.com Classic Лос-Анджелес, США 2-я категория $535,000 — Хард Турнир 2000                                                                        | Серена Уильямс 4-6, 6-4, 7-6(1)              | Линдсей Дэвенпорт                    |
| 7 августа  | Estyle.com Classic Лос-Анджелес, США 2-я категория $535,000 — Хард Турнир 2000                                                                        | Элс Калленс Доминик ван Рост 6-2, 7-5        | Кимберли По Анна-Гаэль Сидо          |
| 14 августа | Du Maurier Open Монреаль, Канада 1-я категория $1,080,000 — Хард Одиночный турнир — Парный турнир                                                     | Мартина Хингис 0-6, 6-3, 3-0 — отказ         | Серена Уильямс                       |
| 14 августа | Du Maurier Open Монреаль, Канада 1-я категория $1,080,000 — Хард Одиночный турнир — Парный турнир                                                     | Натали Тозья Мартина Хингис 6-3, 3-6, 6-4    | Жюли Алар-Декюжи Ай Сугияма          |
| 21 августа | Pilot Pen Tennis Нью-Хэйвен, США 2-я категория $535,000 — Хард Турнир 2000                                                                            | Винус Уильямс 6-2, 6-4                       | Моника Селеш                         |
| 21 августа | Pilot Pen Tennis Нью-Хэйвен, США 2-я категория $535,000 — Хард Турнир 2000                                                                            | Жюли Алар-Декюжи Ай Сугияма 6-4, 5-7, 6-2    | Вирхиния Руано Паскуаль Паола Суарес |
| 28 августа | Открытый чемпионат США Нью-Йорк, США Турнир Большого шлема $6,628,000 — Хард — 128S/96Q/64D/32X Одиночный турнир — Парный турнир Турнир смешанных пар | Винус Уильямс 6-4, 7-5                       | Линдсей Дэвенпорт                    |
| 28 августа | Открытый чемпионат США Нью-Йорк, США Турнир Большого шлема $6,628,000 — Хард — 128S/96Q/64D/32X Одиночный турнир — Парный турнир Турнир смешанных пар | Жюли Алар-Декюжи Ай Сугияма 6-0, 1-6, 6-1    | Кара Блэк Елена Лиховцева            |
| 28 августа | Открытый чемпионат США Нью-Йорк, США Турнир Большого шлема $6,628,000 — Хард — 128S/96Q/64D/32X Одиночный турнир — Парный турнир Турнир смешанных пар | Джаред Палмер Аранча Санчес Викарио 6-4, 6-3 | Максим Мирный Анна Курникова         |

### Сентябрь
| Неделя      | Турнир                                                                                           | Чемпионки (Счёт финала)                   | Финалистки                              |
| ----------- | ------------------------------------------------------------------------------------------------ | ----------------------------------------- | --------------------------------------- |
| 18 сентября | Летние Олимпийские игры Сидней, Австралия Олимпийские игры Хард Одиночный турнир — Парный турнир | Винус Уильямс 6-2, 6-4                    | Елена Дементьева                        |
| 18 сентября | Летние Олимпийские игры Сидней, Австралия Олимпийские игры Хард Одиночный турнир — Парный турнир | Винус Уильямс Серена Уильямс 6-1, 6-1     | Кристи Богерт Мириам Ореманс            |
| 25 сентября | SEAT Open Люксембург, Люксембург 3-я категория $170,000 — Ковёр (зал) Турнир 2000                | Дженнифер Каприати 4-6, 6-1, 6-4          | Магдалена Малеева                       |
| 25 сентября | SEAT Open Люксембург, Люксембург 3-я категория $170,000 — Ковёр (зал) Турнир 2000                | Натали Тозья Александра Фусаи 6-3, 7-6(0) | Любомира Бачева Кристина Торренс Валеро |

### Октябрь
| Неделя     | Турнир | Чемпионки (Счёт финала)                               | Финалистки                         |
| ---------- | --- | ----------------------------------------------------- | ---------------------------------- |
| 2 октября  | Toyota Princess Cup Токио, Япония 2-я категория $535,000 — Хард Турнир 2000                                       | Серена Уильямс 7-5, 6-1                               | Жюли Алар-Декюжи                   |
| 2 октября  | Toyota Princess Cup Токио, Япония 2-я категория $535,000 — Хард Турнир 2000                                       | Жюли Алар-Декюжи Ай Сугияма 6-0, 6-2                  | Нана Мияги Паола Суарес            |
| 2 октября  | Porsche Tennis Grand Prix Фильдерштадт, Германия 2-я категория $535,000 — Хард (зал) Турнир 2000                  | Мартина Хингис 6-0, 6-3                               | Ким Клейстерс                      |
| 2 октября  | Porsche Tennis Grand Prix Фильдерштадт, Германия 2-я категория $535,000 — Хард (зал) Турнир 2000                  | Анна Курникова Мартина Хингис 6-4, 6-2                | Аранча Санчес Викарио Барбара Шетт |
| 9 октября  | Открытый чемпионат Японии Токио, Япония 3-я категория $170,000 — Хард Турнир 2000                                 | Жюли Алар-Декюжи 5-7, 7-5, 6-4                        | Эми Фразьер                        |
| 9 октября  | Открытый чемпионат Японии Токио, Япония 3-я категория $170,000 — Хард Турнир 2000                                 | Жюли Алар-Декюжи Корина Морариу 6-1, 6-2              | Тина Крижан Катарина Среботник     |
| 9 октября  | Открытый чемпионат Цюриха Цюрих, Швейцария 1-я категория $1,080,000 — Хард (зал) Одиночный турнир — Парный турнир | Мартина Хингис 6-4, 4-6, 7-5                          | Линдсей Дэвенпорт                  |
| 9 октября  | Открытый чемпионат Цюриха Цюрих, Швейцария 1-я категория $1,080,000 — Хард (зал) Одиночный турнир — Парный турнир | Анна Курникова Мартина Хингис 6-3, 6-4                | Кимберли По Анна-Гаэль Сидо        |
| 16 октября | Generali Ladies Linz Линц, Австрия 2-я категория $535,000 — Хард (зал) Турнир 2000                                | Линдсей Дэвенпорт 6-4, 3-6, 6-2                       | Винус Уильямс                      |
| 16 октября | Generali Ladies Linz Линц, Австрия 2-я категория $535,000 — Хард (зал) Турнир 2000                                | Амели Моресмо Чанда Рубин 6-4, 6-4                    | Ай Сугияма Натали Тозья            |
| 16 октября | Heineken Open Шанхай, Китай 4-я категория $140,000 — Хард Турнир 2000                                             | Меган Шонесси 7-6(2), 7-5                             | Ирода Туляганова                   |
| 16 октября | Heineken Open Шанхай, Китай 4-я категория $140,000 — Хард Турнир 2000                                             | Лилия Остерло Тамарин Танасугарн 7-5, 6-1             | Рита Гранде Меганн Шонесси         |
| 23 октября | Eurotel Slovak Indoors Братислава, Словакия 4-я категория $110,000 — Хард (зал) Турнир 2000                       | Дая Беданова 6-1, 5-7, 6-3                            | Мириам Ореманс                     |
| 23 октября | Eurotel Slovak Indoors Братислава, Словакия 4-я категория $110,000 — Хард (зал) Турнир 2000                       | Карина Габшудова Даниэла Гантухова Без игры           | Патриция Вартуш Петра Мандула      |
| 23 октября | Кубок Кремля Москва, Россия 1-я категория $1,080,000 — Ковёр (зал) Одиночный турнир — Парный турнир               | Мартина Хингис 6-3, 6-1                               | Анна Курникова                     |
| 23 октября | Кубок Кремля Москва, Россия 1-я категория $1,080,000 — Ковёр (зал) Одиночный турнир — Парный турнир               | Жюли Алар-Декюжи Ай Сугияма 4-6, 6-4, 7-6(5)          | Анна Курникова Мартина Хингис      |
| 30 октября | Bell Challenge Квебек, Канада 3-я категория $170,000 — Ковёр (зал) Турнир 2000                                    | Чанда Рубин 6-4, 6-2                                  | Дженнифер Каприати                 |
| 30 октября | Bell Challenge Квебек, Канада 3-я категория $170,000 — Ковёр (зал) Турнир 2000                                    | Николь Пратт Меганн Шонесси 6-3, 6-4                  | Элс Калленс Кимберли По            |
| 30 октября | Кубок Лейпцига Лейпциг, Германия 2-я категория $535,000 — Хард (зал) Турнир 2000                                  | Ким Клейстерс 7-6(6), 4-6, 6-4                        | Елена Лиховцева                    |
| 30 октября | Кубок Лейпцига Лейпциг, Германия 2-я категория $535,000 — Хард (зал) Турнир 2000                                  | Анн-Гаэль Сидо Аранча Санчес Викарио 6-7(6), 7-5, 6-3 | Ким Клейстерс Лоранс Куртуа        |

### Ноябрь
| Неделя    | Турнир | Чемпионки (Счёт финала)                     | Финалистки                     |
| --------- | --- | ------------------------------------------- | ------------------------------ |
| 6 ноября  | Advanta Championships Филадельфия, США 2-я категория $535,000 — Хард (зал) Турнир 2000                            | Линдсей Дэвенпорт 7-6(7), 6-4               | Мартина Хингис                 |
| 6 ноября  | Advanta Championships Филадельфия, США 2-я категория $535,000 — Хард (зал) Турнир 2000                            | Анна Курникова Мартина Хингис 6-2, 7-5      | Лиза Реймонд Ренне Стаббс      |
| 6 ноября  | Wismilak International Куала-Лумпур, Малайзия 3-я категория $170,000 — Хард Турнир 2000                           | Генриета Надьова 6-4, 6-2                   | Ива Майоли                     |
| 6 ноября  | Wismilak International Куала-Лумпур, Малайзия 3-я категория $170,000 — Хард Турнир 2000                           | Генриета Надьова Сильвия Плишке 6-4, 7-6(4) | Ванесса Вебб Лизель Хубер      |
| 13 ноября | Итоговый чемпионат WTA Нью-Йорк, США Итоговый чемпионат $3,000,000 — Ковёр (зал) Одиночный турнир — Парный турнир | Мартина Хингис 6-7(5), 6-4, 6-4             | Моника Селеш                   |
| 13 ноября | Итоговый чемпионат WTA Нью-Йорк, США Итоговый чемпионат $3,000,000 — Ковёр (зал) Одиночный турнир — Парный турнир | Анна Курникова Мартина Хингис 6-2, 6-3      | Николь Арендт Манон Боллеграф  |
| 13 ноября | Открытый чемпионат Паттайи Паттайя, Таиланд 4-я категория $110,000 — Хард Турнир 2000                             | Анна Кремер 6-1, 6-4                        | Татьяна Панова                 |
| 13 ноября | Открытый чемпионат Паттайи Паттайя, Таиланд 4-я категория $110,000 — Хард Турнир 2000                             | Яюк Басуки Каролина Вис 6-3, 6-3            | Тина Крижан Катарина Среботник |
| 20 ноября | Кубок Федерации 2000. Финал Бари, Италия, Грунт                                                                   | США 5-0                                     | Испания                        |

## Рейтинг WTA

### Одиночный рейтинг
| Рейтинг WTA 2000 года | Рейтинг WTA 2000 года | Рейтинг WTA 2000 года | Рейтинг WTA 2000 года | Рейтинг WTA 2000 года |
| #                     | Теннисистка           | Очки                  | 1999                  | +/-                   |
| --------------------- | --------------------- | --------------------- | --------------------- | --------------------- |
| 1                     | Мартина Хингис        | 6 044                 | 1                     | ▬                     |
| 2                     | Линдсей Дэвенпорт     | 5 021                 | 2                     | ▬                     |
| 3                     | Винус Уильямс         | 3 694                 | 3                     | ▬                     |
| 4                     | Моника Селеш          | 3 255                 | 6                     | ▲ 2                   |
| 5                     | Кончита Мартинес      | 2 752                 | 15                    | ▲ 10                  |
| 6                     | Серена Уильямс        | 2 306                 | 4                     | ▼ 2                   |
| 7                     | Мэри Пирс             | 2 162                 | 5                     | ▼ 2                   |
| 8                     | Аранча Санчес Викарио | 2 131                 | 17                    | ▲ 9                   |
| 9                     | Анна Курникова        | 2 098                 | 12                    | ▲ 3                   |
| 10                    | Натали Тозья          | 1 918                 | 7                     | ▼ 3                   |
| 11                    | Елена Дементьева      | 1 773                 | 62                    | ▲ 51                  |
| 12                    | Аманда Кётцер         | 1 752                 | 11                    | ▼ 1                   |
| 13                    | Чанда Рубин           | 1 722                 | 22                    | ▲ 9                   |
| 14                    | Дженнифер Каприати    | 1 663                 | 23                    | ▲ 9                   |
| 15                    | Жюли Алар-Декюжи      | 1 435                 | 9                     | ▼ 6                   |
| 16                    | Амели Моресмо         | 1 426                 | 10                    | ▼ 6                   |
| 17                    | Сандрин Тестю         | 1 413                 | 13                    | ▼ 4                   |
| 18                    | Ким Клейстерс         | 1 398                 | 46                    | ▲ 28                  |
| 19                    | Анке Хубер            | 1 369                 | 16                    | ▼ 3                   |
| 20                    | Эми Фразьер           | 1 254                 | 19                    | ▼ 1                   |

### Парный рейтинг (Игроки)
| Рейтинг WTA 2000 года | Рейтинг WTA 2000 года   | Рейтинг WTA 2000 года | Рейтинг WTA 2000 года | Рейтинг WTA 2000 года |
| #                     | Теннисистка             | Очки                  | 1999                  | +/-                   |
| --------------------- | ----------------------- | --------------------- | --------------------- | --------------------- |
| 1                     | Ай Сугияма              | 3 657                 | 15                    | ▲ 14                  |
| 2                     | Жюли Алар-Декюжи        | 3 654                 | 22                    | ▲ 20                  |
| 3                     | Мартина Хингис          | 3 649                 | 1                     | ▼ 2                   |
| 4                     | Анна Курникова          | 2 845                 | 2                     | ▼ 2                   |
| 5                     | Лиза Реймонд            | 2 662                 | 3                     | ▼ 2                   |
| 5                     | Ренне Стаббс            | 2 662                 | 4                     | ▼ 1                   |
| 7                     | Паола Суарес            | 2 224                 | 29                    | ▲ 22                  |
| 8                     | Мэри Пирс               | 2 024                 | 8                     | ▬                     |
| 9                     | Натали Тозья            | 1 985                 | 11                    | ▲ 2                   |
| 10                    | Вирхиния Руано Паскуаль | 1 869                 | 43                    | ▲ 33                  |
| 11                    | Николь Арендт           | 1 688                 | 38                    | ▲ 27                  |
| 12                    | Корина Морариу          | 1 666                 | 5                     | ▼ 7                   |
| 13                    | Барбара Шетт            | 1 655                 | 28                    | ▲ 15                  |
| 14                    | Кара Блэк               | 1 637                 | 30                    | ▲ 16                  |
| 15                    | Элс Калленс             | 1 597                 | 75                    | ▲ 60                  |
| 16                    | Аранча Санчес Викарио   | 1 515                 | 9                     | ▼ 7                   |
| 17                    | Манон Боллеграф         | 1 466                 | 54                    | ▲ 37                  |
| 18                    | Елена Лиховцева         | 1 415                 | 12                    | ▼ 6                   |
| 19                    | Александра Фусаи        | 1 408                 | 10                    | ▼ 9                   |
| 20                    | Кимберли По             | 1 385                 | 23                    | ▲ 3                   |